# Vlag van Limmen

Vlag van de gemeente Limmen
(1973-2002)

De vlag van Limmen is op 10 mei 1973 per raadsbesluit vastgesteld als de gemeentelijke vlag van de Noord-Hollandse gemeente Limmen. De vlag kan als volgt worden beschreven:
Gekwartierd van zwart en wit rond het middelpunt, beladen met een klimmende leeuw van 4/5 van de vlaghoogte, van het een in het ander, met in zijn voorpoot een rode gesteelde tulp.
De kleuren en de leeuw zijn afgeleid van het gemeentewapen; de gecarteleerde leeuw staat voor de vier leeuwen. De tulp is toegevoegd omdat de bollenteelt kenmerkend is voor Limmen. Het ontwerp was van de Stichting voor Banistiek en Heraldiek.
Het gemeentelijk dundoek bleef tot 1 januari 2002 in gebruik, op die dag is de gemeente opgegaan in de gemeente Castricum waardoor het gebruik hiervan als gemeentevlag is komen te vervallen.

## Verwante afbeelding

Wapen van Limmen

Akersloot
· Andijk
· Anna Paulowna 
· Assendelft 
· Beemster 
· Bennebroek 
· Blokker 
· Broek in Waterland 
· Bussum 
· Callantsoog 
· Edam 
· Egmond 
· Egmond aan Zee 
· Egmond-Binnen 
· Graft-De Rijp 
· 's-Graveland 
· Haarlemmerliede en Spaarnwoude 
· Harenkarspel 
· Heerhugowaard 
· Hensbroek 
· Hoogwoud 
· Ilpendam 
· Jisp 
· Krommenie 
· Langedijk 
· Limmen 
· Marken 
· Midwoud 
· Monnickendam 
· Muiden 
· Naarden 
· Nederhorst den Berg 
· Nibbixwoud 
· Niedorp 
· Noorder-Koggenland 
· Obdam 
· Opperdoes 
· Schermer 
· Schermerhorn 
· Schoorl 
· Sint Maarten 
· Terschelling 
· Terschelling en Vlieland 
· Twisk 
· Venhuizen 
· Vlieland 
· Warmenhuizen
· Weesp
· Wervershoof 
· Wester-Koggenland 
· Westwoud 
· Westzaan 
· Wieringen 
· Wieringermeer 
· Wijdewormer 
· Wognum 
· Wormer 
· Wormerveer 
· Zaandam 
· Zaandijk 
· Zeevang 
· Zijpe